# Амахтонский залив
Амахтонский залив — залив на северо-западе Тауйской губы (Охотское море) между  полуостровами Онацевича и Старицкого. В заливе находятся острова Шеликан, Недоразумения.

## География

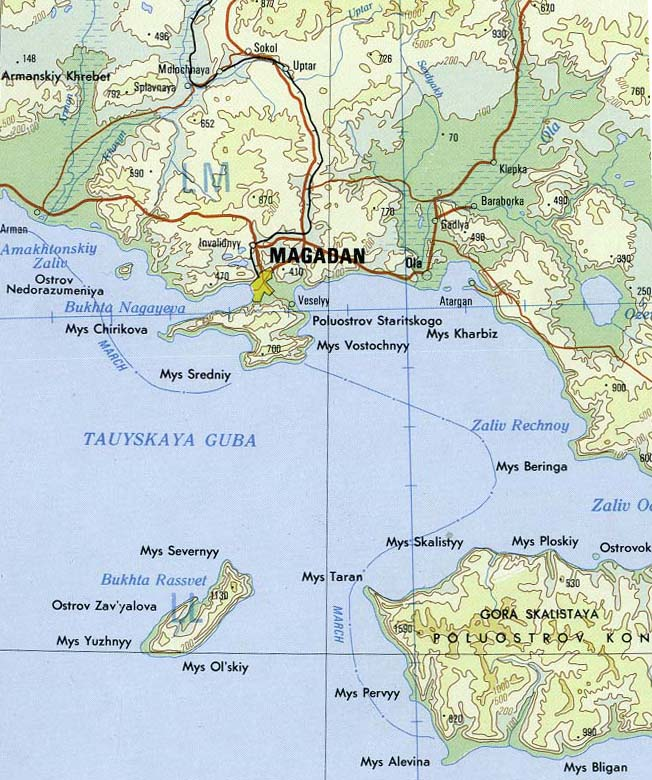
Амахтонский залив западнее Магадана (1978 год)

Один из самых мелководных заливов в Тауйской губы. На западе включает бухту Амахтон. Горизонтальная амплитуда приливов здесь наибольшая и на отдельных участках достигает метра и более. Прибрежные аккумулятивные формы образованы преимущественно мелкогалечно-гравийными, реже песчаными фракциями, а прибрежная часть дна акватории — песчаными и супесчано-суглинистыми.
В залив впадают реки Тауй, Ойра.
На побережье расположены: Тауйск, Армань, Нижнеарманск, Новостройка.
По берегу проходит Автодорога 44Н-1.